# USS LST-972
O USS LST-972 foi um navio de guerra norte-americano da classe LST que operou durante a Segunda Guerra Mundial.